# El canto de las mariposas
El canto de las mariposas es un documental peruano estrenado el 28 de mayo de 2020. El filme, dirigido por Nuria Frigola Torrent y protagonizado por el artista plástico Rember Yahuarcani, tuvo como locación principal la amazonía peruana y la amazonía colombiana. Esta película documental nos muestra un viaje a los orígenes de la cultura amazónica y la esencia del arte de esa región.

## Sinopsis
Rember Yahuarcani es el protagonista. La película gira en torno a su historia familiar y también la historia del pueblo uitoto, una nación casi extinta.Al ser él un artista plástico, talento heredado de sus padres los artistas Santiago Yahuarcani y Nereida López, quienes también participan en el documental, regresa a su tierra en busca de inspiración recordando los relatos que su abuela Martha López le contaba antes de morir.Durante la grabación la abuela de Rember Yahuarcani se hace presente a través de un archivo sonoro. Al ser una de las sobrevivientes de la "masacre del caucho", cuenta algunos pasajes oscuros de la historia de su pueblo en el que fueron esclavizados, diezmados y desplazados hacia otros lugares. Rember enfatizará la importancia de que aquellos sucesos y vivencias de sus ancestros no pueden ser olvidadas y que el arte tiene la posibilidad de mantener viva su cultura.

## Reparto
Los protagonistas en este documental son:
- Rember Yahuarcani López, protagonista.
- Nereida López, madre de Rember.
- Santiago Yahuarcani, padre de Rember.
- Martha López, abuela de Rember (Voz)

## Dirección y producción
El documental se realizó bajo la dirección de la cineasta peruana-catalana Núria Frigola Torrent. "El canto de las mariposas" es una producción de LaMula.pe (Mula producciones) y Travesía Films (Jacalito Films), el cual además tuvo el apoyo del Ministerio de Cultura del Perú, La fundación Ford y Punto.pe. La distribución del documental estuvo a cargo del Laboratorio Peruano del Cine y las Artes Escénicas (LABPCA).

## Lanzamiento
El lanzamiento de El canto de las mariposas internacionalmente se estrenó el 28 de mayo de 2020 en Hot Docs, Toronto, Canadá. En Perú se estrenó en el festival de Cine de Lima el 21 de agosto del 2020.

## Recepción

### Premios y nominaciones
El documental después de su estreno ha recorrido 20 festivales mundiales, de los cuales en el Festival Internacional de Cine de Guadalajara (FICG, 2020) fue ganadora como mejor documental íberoamericano. Algunas de las nominaciones fueron los siguientes:
- Festival de Málaga.
- Toronto Hot Docs International Documentary Festival.
- Festival del Cinema Latinoamericano di Trieste.
- Festival de La Habana.
- Festival de Lima.
- Festival Cartagena de Indias.
- Festival de Guadalajara.
- European Media Art Festival Osnabrück.
- Festival de Seattle.